# 魯米亞

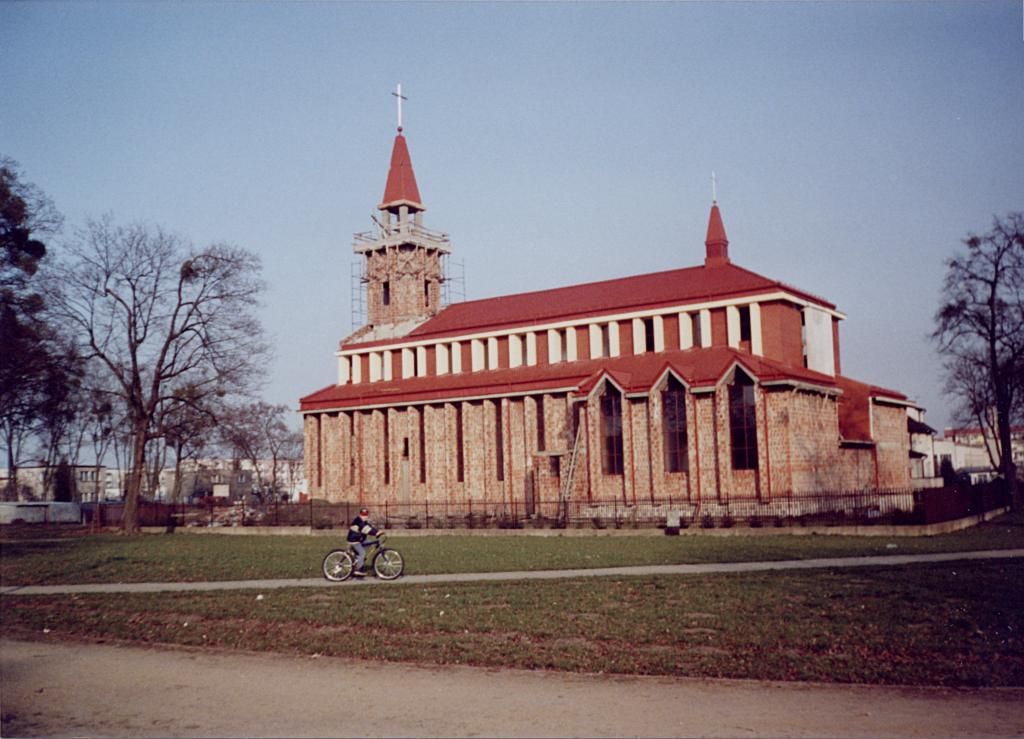

魯米亞（波蘭語：Rumia）是波蘭的城鎮，位於該國北部，由濱海省負責管轄，始建於十三世紀，面積32.86平方公里，該地區自鐵器時代初期有人類居住，2010年人口46,107。

## 友好城市
- 瑞典 胡爾茨弗雷德市鎮
- 法國 勒克勒佐[來源請求]

## 外部連結
- 1896 Map - Rumia/German Rahmel in West-East Prussia （页面存档备份，存于）
- Official Rumia page （页面存档备份，存于） （波兰語）
- Street maps of Rumia, from mapa.szukacz.pl （页面存档备份，存于）

54°35′N 18°24′E / 54.583°N 18.400°E